# David Horsley

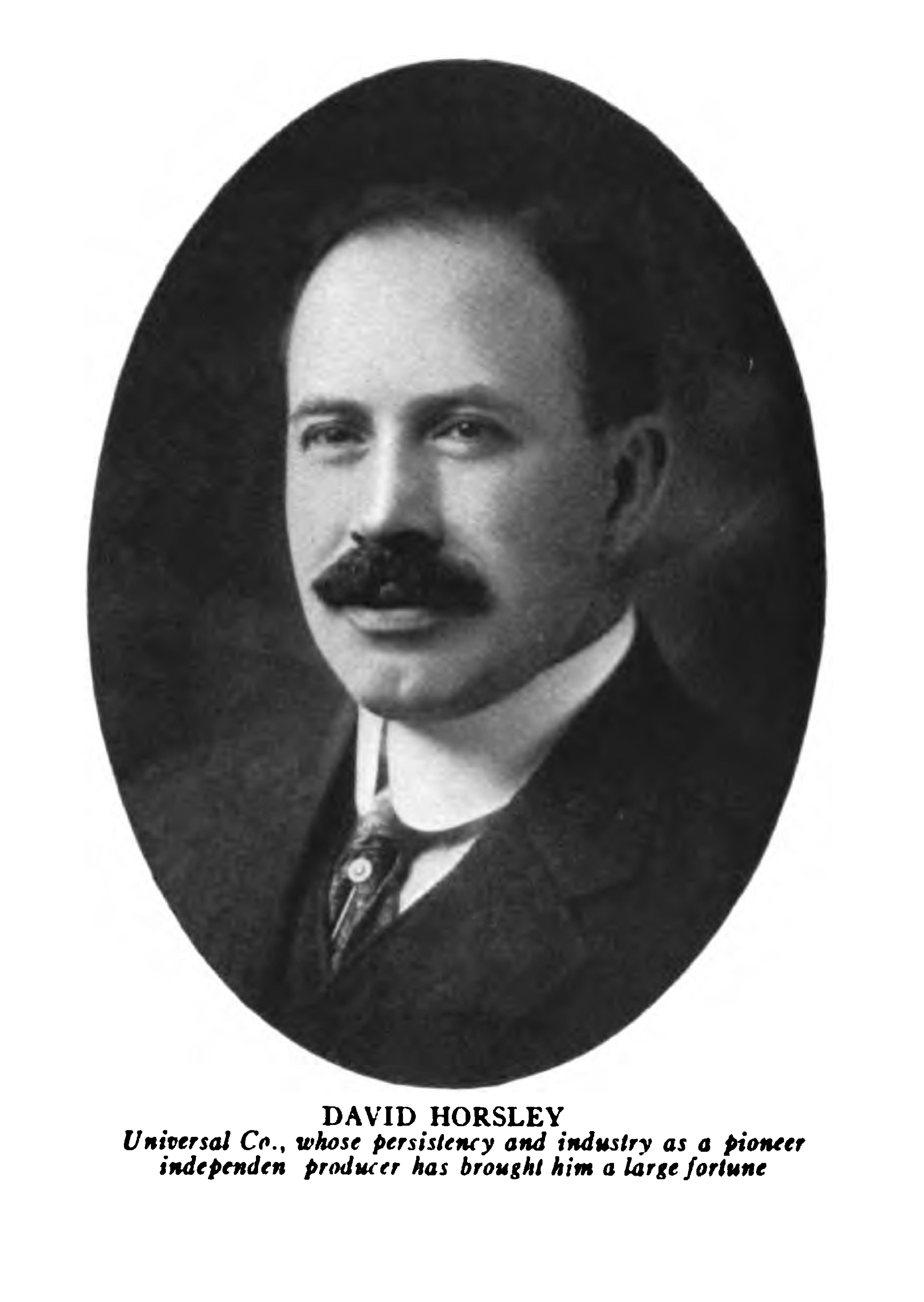
David Horsley (1914)

David Horsley (* 11. März 1873 in West Stanley, England; † 23. Februar 1933 in Sunland (Los Angeles), Kalifornien, USA) war einer der Pioniere der amerikanischen Filmindustrie. Er war Mitbegründer des ersten Filmstudios in Hollywood, Los Angeles.

## Leben

### Jugend, erste Berufserfahrungen
David Horsley wurde in West Stanley, Durham, England, einer kleinen Bergbaustadt, geboren. Seine gesamte Familie war im Bergbau beschäftigt. Im Alter von neun Jahren fiel er auf Eisenbahngleise und seine Hand wurde von einem fahrenden Zug schwer verletzt, sodass er drei Finger verlor. Da es keine ausreichende medizinische Versorgung gab, entzündete sich diese Wunde mit Gangrän und musste unterhalb des Ellbogens amputiert werden.
1884 immigrierte die Familie in die Vereinigten Staaten und siedelte sich in Bayonne, New Jersey an.

### Filmkarriere
Als junger Mann gründete er ein Fahrradgeschäft. Zu dieser Zeit traf er einen ehemaligen Angestellten der Biograph Studios, Charles Gorman. Zusammen mit seinem Bruder William Horsley (1870–1956) gründeten sie die Centaur Film Company. Um 1910 produzierten sie bereits drei Filme in der Woche, darunter die berühmten „Mutt and Jeff“ Trickfilme.
David und William Horsley kämpften zusammen mit anderen unabhängigen Studios, darunter die Independent Motion Picture Company von Carl Laemmle, erfolgreich gegen das bis dahin bestehende Monopol von Thomas Edisons „Motion Picture Patents Company“. Aber auch die Wetterbedingungen an der Ostküste machten das Filmedrehen schwierig, da man zu dieser Zeit sehr abhängig von Sonnenschein und Tageslicht war. Bereits früher hatte man erkannt, dass Kalifornien das ganze Jahr über beste Bedingungen bietet. David Horsley verlagerte deshalb seine Aktivitäten an die Westküste.
Unter den ersten Filmen, die je in Hollywood gedreht wurden, waren seine Aufnahmen, die am 26. Oktober 1911 auf der Plantage von H. J. Whitley gedreht wurden. (Bereits 1909 drehte D. W. Griffith den Film „Love Among the Roses“ im Haus des berühmten französischen Blumenmalers Paul de Longpré) Obwohl dieser Film keinen Namen trägt, ist er dennoch ein Stück früher Hollywoodgeschichte.
Im Frühling 1911 eröffnete die Nestor Motion Picture Company ihr erstes Filmstudio in Hollywood und zwar im Blondeau Tavern Gebäude, an der Ecke Sunset Boulevard und Gower Street gelegen. Zusammen mit Horsley führten Al Christie und Charles Rosher das Unternehmen. Christie wurde Geschäftsführer, während David Horsley mit seinem Bruder in Bayonne blieb und dort einen Filmverleih und eine Kopieranstalt betrieb. Andere Studios, die bislang an der Ostküste ansässig waren, erkannten die Vorteile und zogen ebenfalls nach Kalifornien.
Im April 1912 wurde die Universal Film Manufacturing Company gegründet. Danach erwarb man einige kleine Filmstudios, darunter auch jenes von David Horsley. Man bot den Studioinhabern beim Kauf jeweils Aktien der Universal an, sodass Horsley Vorzugsaktien im Gegenwert von 175.000 Dollar und Stammaktien für 204.000 Dollar erhielt. Außerdem wurde er Finanzdirektor der neuen Gesellschaft. Trotz dieses friedlichen Beginns zerstritten sich die Beteiligten, sodass Horsley 1913 seine Anteile an Carl Laemmle verkaufte. Als nunmehr wohlhabender Mann begann Horsley durch Europa zu reisen und besuchte unter anderem seine Geburtsstadt.
Während er auf Reisen war, brach der Erste Weltkrieg aus. Deshalb musste die in London beheimatete „Bostock Animal and Jungle Show“, eine Art Ausstellung von exotischen Tieren, aus ihren Räumen ausziehen. Horsley kaufte sie für einen Großteil seines Vermögens und musste weitere erhebliche Mittel aufwenden um die Tiere nach Kalifornien verschiffen zu lassen und dort adäquat unterzubringen. Da die Einnahmen die laufenden Kosten des Parks decken konnten, ließ er daneben ein Filmstudio bauen und gründete die „Bostock Jungle Films Corporation“. Horsley fing an Filme zu drehen, bei denen die Tiere seines Parks zu sehen waren. Unter anderem wurden dort die fünf „With Stanley in Africa“-Filme und ungefähr 200 Komödien mit George Ovey gedreht. Dennoch musste er 1919 Bankrott anmelden. Eine Reihe von Rückschlägen kosteten ihn viel Geld, sodass er schließlich hoch verschuldet verstarb. Sein Grab ist in der Hollywood Forever Cemetery zu finden.
Sein Sohn, David S. Horsley (1906–1976), war 30 Jahre lang als Kameramann und Experte für Spezialeffekte in der Filmindustrie beschäftigt.